# 안동 임씨
안동 임씨(安東 林氏)는 경상북도 안동시를 본관으로 하는 한국의 성씨이다. 시조는 신라의 임동방(林彤芳)이다.